# Franciszek Traeger
Franciszek Traeger (ur. 12 lipca 1812 w Kowalu, zm. 25 sierpnia 1880 w Boguminie) – prezydent Łodzi w latach 1844–1862.
W grudniu 1835 otrzymał nominację na ławnika czynnego osady Łódka i objął tę posadę  21 stycznia 1836 roku. 1 stycznia 1840 objął funkcję inspektora policji przy magistracie łódzkim, a 22 marca 1841 roku został przesunięty na stanowisko radnego. 23 sierpnia 1844 roku przejął po Karolu Tangermannie urząd prezydenta miasta Łodzi.
W roku 1846 próbował, wraz z zamożniejszymi mieszkańcami miasta, zmienić nazwę Łodzi na Mikołajew, na cześć Mikołaja I, co spotkało się z odmową cara. W 1861 przyczynił się do pacyfikacji buntu tkaczy łódzkich, wzywając wojska carskie. Wniosek o uwolnienie ze służby złożył w sierpniu 1862 roku (był to już drugi wniosek, pierwszego nie przyjęto). Z końcem miesiąca Gubernator Warszawski poparł tę prośbę, a Komisja Rządowa, mimo że zamożni łódzcy fabrykanci próbowali utrzymać Franciszka Traegera na stanowisku, 6 grudnia 1862 roku przyjęła dymisję prezydenta. 18 grudnia 1862 były prezydent opuścił Łódź i udał się do majątku Szydłów.
Dbał o porządek w mieście, zabronił m.in. stawiania budek i straganów przy ulicy Piotrkowskiej. Traeger walczył o połączenie z koleją warszawsko-wiedeńską (sprawa sfinalizowana kilka lat po jego odejściu). Wspierał Karola Scheiblera stawiającego w Łodzi pierwsze kroki w przemyśle bawełnianym. Podczas jego urzędowania powstał przy ulicy Ogrodowej Stary Cmentarz.

## Rodzina
Pochodził z ewangelickiej rodziny niemieckiego pochodzenia – był synem Jana Krzysztofa Traeger i Albertyny z domu Appel. Miał dwie starsze siostry – Dorotę Karolinę i Annę Zofię, oraz cztery młodsze – Henrykę Ludwikę, Mariannę, Kristiannę Antoninę i Henrykę Gertrudę.
28 lutego 1832 pojął za żonę Emilię Ernestynę Czarnecką (ur. w 1812, zm. 29 czerwca 1895), – mieli dwoje dzieci, obie córki zmarły w wieku kilku miesięcy.

## Odznaczenia
- Znak Honorowy za 15 lat służby (1857)[14]
- Order św. Stanisława III klasy (1857)[14]